# Kitty und die Weltkonferenz
Kitty und die Weltkonferenz ist eine deutsche Filmkomödie aus dem Jahr 1939. Der Spielfilm ist die erste Regiearbeit von Helmut Käutner und basiert auf dem Bühnenstück Weltkonferenz von Stefan Donat. Neben Hannelore Schroth, die die Titelrolle spielt, sind Paul Hörbiger, Fritz Odemar und Christian Gollong in den Hauptrollen besetzt.
Die Uraufführung des Films fand am 25. August 1939 in Stuttgart statt, am 3. Oktober 1939 hatte er im Gloria-Palast in Berlin Premiere.

## Handlung
In Lugano wird eine Weltwirtschaftskonferenz abgehalten. Am Konferenzort, dem „Grand Hotel Eden“, laufen die letzten Vorbereitungen auf Hochtouren. Journalisten und Geschäftsleute sind auf der Suche nach lukrativen Informationen. Kitty, eine Maniküre des Hotels, lernt den Journalisten Piet Enthousen kennen, in den sie sich heimlich verliebt und der sie für die Privatsekretärin des englischen Wirtschaftsministers Sir Horace Ashlin hält. Als sie am Vorabend der Konferenz mit diesem, ohne es zu wissen, eine Verabredung eingeht, stellt sie sich auch ihm im Laufe des Abendessens als seine eigene Sekretärin vor. Der Schwindel wird für beide endgültig offenbar, als Sir Horace am nächsten Morgen eine Maniküre bestellt und Kitty bei ihm im Zimmer erscheint.
Nachdem Sir Horace ihre Verbindung mit dem Journalisten Enthousen erkennt, bittet er sie, bezüglich eines Ölabkommens mit dem Staat Coprador eine Falschmeldung bei Enthousen zu streuen, um die Anleihespekulationen von Irene Sorel und Vicomte Tristan de Gavard zu verhindern. Der Plan geht auf, das Geschäft der beiden Spekulanten platzt. Über die Folgen dieses geplatzten Geschäfts für Piet Enthousen kommt es zum Zerwürfnis zwischen Kitty und Piet. Nur das persönliche Eingreifen von Sir Horace am Ende der Konferenz kann die beiden letztlich wieder zusammenführen.

## Vorgeschichte
Das 1938 auf Berliner Bühnen aufgeführte Stück Weltkonferenz, das den internationalen Konferenzbetrieb glossiert, wurde von Helmut Käutner gestrafft und zu einem Drehbuch für den Film umgeschrieben. Dass Käutner, der bisher nur als Autor auf sich aufmerksam gemacht hatte, auch die Regie übertragen wurde, entsprang mehr oder weniger einem Zufall. Schon länger hatte Käutner sich eine solche Chance erhofft.

## Produktion, Hintergrund
Die Dreharbeiten fanden vom 23. Mai bis 15. Juli 1939 am Millstätter See, in Millstatt (Kärnten) und in der Ufastadt Babelsberg statt. Ursprünglich hatte Helmut Käutner vor, die Außenaufnahmen des Films am Luganersee zu drehen. Propagandaminister Joseph Goebbels lehnte diesen Wunsch Käutners ab und stellte keine Devisen für die Dreharbeiten in der Schweiz zur Verfügung.
Der Film wurde kurz nach der Premiere verboten. Außenminister Joachim von Ribbentrop störte sich an der für ihn zu positiv gezeichneten Figur des Sir Horace Ashlin. Sie war ihm zu sympathisch.
Käutners Regieassistenten bei seinem Regiedebüt waren die späteren Regisseure Boleslaw Barlog und Rudolf Jugert. Helmut Käutner sagte in einem Interview zu dem Film, er habe eine nette, heiter-beschwingte Komödie im gepflegten Unterhaltungsstil schaffen wollen. Wenn ihm das gelungen sei, dann sei er mit seiner ersten Arbeit sehr zufrieden.
Im Film erklingen die Melodien Jedes kleine Fräulein braucht im Frühling einen Freund… und Das ist der schönste Moment… sowie Ich bin heut schlecht rasiert… (noch ohne Text).

## Kritik
Käutners Erstlingswerk wurde von der zeitgenössischen Kritik wohlwollend aufgenommen:

„Ein Spielchen nur, aber es gab einem jungen Regisseur Gelegenheit, mit einem lustigen Einfall zu spielen, einer reizenden jungen Darstellerin, Hannelore Schroth, eine Bombenrolle mit lustigem Augenrollen zu füllen, einem gepflegten Schauspieler (Fritz Odemar) einen Märchenminister glaubhaft zu machen.“

Auch die spätere Kritik äußert zufrieden:

„Der erste Film Helmut Käutners; eine frische und herzhafte Komödie mit Musik, die im Dritten Reich wegen ihrer pazifistischen und englandfreundlichen Einstellung verboten wurde.“

Der Kritiker und Autor Karlheinz Wendtland befand: „Mit herzhafter Unbefangenheit und verblüffender Echtheit erobert sich Hannelore Schroth in ihrem dritten Film die Herzen der Zuschauer. Neben ihr Fritz Odemar als Minister mit feiner Nuancierungskunst in einer seiner besten Filmrollen überhaupt. Ferner eine Reihe treffsicher gestalteter Figuren, von denen unbedingt Paul Hörbiger als Portier Huber genannt werden muß.“ Wendtland führte weiter aus, dass es sich um ein „außerordentlich gelungenes Regie-Debut Helmut Käutners“ handele, dessen Film „nach Kriegsausbruch verboten“ worden sei, da Goebbels die „anglophilen Tendenzen“ sowieso gestört hätten, und vor allem Reichsaußenminister von Ribbentrop „die Darstellung des englischen Ministers zu sympathisch“ gefunden habe, wohingegen nach dem Krieg die Alliierten „den Minister zu unsympathisch dargestellt“ gefunden hätten.